# Hymenaea maranhensis
Hymenaea maranhensis är en ärtväxtart som beskrevs av Lee och Langenh. Hymenaea maranhensis ingår i släktet Hymenaea och familjen ärtväxter. Inga underarter finns listade i Catalogue of Life.